# Nelson Algren
Œuvres principales
- L'Homme au bras d'or

Nelson Algren, nom de plume de Nelson Ahlgren Abraham (né le 28 mars 1909 à Détroit, Michigan, et mort le 9 mai 1981 à Sag Harbor dans l'État de New York), est un écrivain américain juif et communiste. Il est le premier écrivain à obtenir le National Book Award en 1950 avec le roman L'Homme au bras d'or (The Man with the Golden Arm, 1949).

## Biographie
Il n'a pas trois ans quand sa famille — dont le père est ouvrier agricole, puis mécanicien auto — « s'installe dans un quartier polonais pauvre de Chicago, la ville où il va grandir et vivre presque toute sa vie ». Pour payer ses études à l'Université de l'Illinois, Algren exerce divers petits métiers, tout en pratiquant la boxe.
Durant la période de la Grande Dépression, il travaille dans le Sud-Ouest des États-Unis, voyage clandestinement dans les trains de marchandise, acceptant de temps en temps de petits boulots ; il connaît à cette époque la soupe populaire et les foyers de l'Armée du salut. En 1931, il obtient néanmoins son diplôme universitaire en journalisme et, en 1933, publie sa première nouvelle, intitulée So Help Me, sous le nom de plume de « Nelson Algren», dans la revue Story.
De toutes ses expériences à travers l'Amérique de la Dépression, il tire la matière, en 1935, de son premier roman, Un fils de l'Amérique (Somebody in Boots), où le héros, Cass MacKay, « voyage dans les wagons à bestiaux, mendie sa nourriture avec les sans-abri et se promène dans les rues sans fin de la banqueroute de La Nouvelle-Orléans à Chicago ». Considéré comme un romancier typique de Chicago, Algren continue de faire paraître des poèmes et, surtout des nouvelles, dans des magazines, notamment le récit policier Say a Prayer for the Guy dans Manhunt en 1958.
Ses œuvres sont alors le reflet réaliste de la vie américaine, comme le montre son second roman, Le matin se fait attendre (Never Come Morning, 1942) et, en 1947, le recueil de nouvelles Le Désert du néon (The Neon Wilderness), dont la plupart mettent en scène des gangsters et des criminels des bas quartiers de Chicago dans des récits qui appartiennent souvent de plain-pied au genre policier. Passionné lui-même par le jeu et l'alcool, Algren s'est battu à l'époque contre l'hostilité des maisons d'édition, car il ne représente pas les malfrats comme viscéralement mauvais, mais plutôt comme des victimes des circonstances économiques ou de leurs illusions. Son intérêt pour la face sombre de la société américaine lui vaut de la part du FBI un dossier de 500 pages, bien qu'aucun élément précis attestant du caractère subversif de ses écrits ne lui ait valu de véritables problèmes.
En France, il est introduit dans le milieu existentialiste par Simone de Beauvoir, qu'il a rencontrée vers 1947 et à qui il dédiera La Rue chaude (A Walk on the Wild Side, 1955). Il a, pendant plus de 15 ans, une relation passionnée avec elle, relatée par celle-ci dans Les Mandarins en 1954 et dont naît une importante correspondance ; les lettres que lui a écrites Simone de Beauvoir (plus de 300) ont été publiées par Sylvie Le Bon de Beauvoir, qui n'a malheureusement pas eu l'autorisation de traduire et de publier celles de Nelson Algren. Simone de Beauvoir est enterrée avec l'anneau de Nelson Algren à son doigt.
En 1949 paraît L'Homme au bras d'or (The Man with the Golden Arm), traduit en français par Boris Vian, grâce auquel Algren remporte le National Book Award 1950. Ce roman noir raconte, non sans une certaine dose d'humour, comment Frankie Machine, un ancien G.I. devenu donneur de cartes dans un tripot, sombre peu à peu dans l'enfer de la drogue. La Rue chaude (A Walk on the Wild Side, 1955) dépeint les pérégrinations de Dove Linkhorn, un adolescent naïf et candide du Texas, qui échoue sur Perdito Street, la rue de la prostitution à La Nouvelle-Orléans.
L'œuvre de Nelson Algren est adaptée au cinéma par deux fois : L'Homme au bras d'or (The Man With the Golden Arm), réalisé par Otto Preminger en 1955, et La Rue chaude (Walk on the Wild Side) par Edward Dmytryk en 1962. L'une de ses nouvelles, Du miel pour Rocco (He Swung and He Missed, 1942), incluse dans le recueil Le Désert du néon, a également inspiré le roman en vers de Joseph Moncure March qui sert de base au film de Robert Wise Nous avons gagné ce soir (The Set-Up), mais Algren n'est pas mentionné au générique.
Dans les années 60, il encourage le jeune Russel Banks à écrire, ce qui lui vaut une éternelle reconnaissance de la part cet écrivain.

## Correspondances
Sylvie Le Bon de Beauvoir a traduit en 1997 la correspondance de Nelson Algren avec sa mère, enterrée avec son anneau au doigt, complétant le récit de cette relation passionnée (1947-1951) dans Les Mandarins (1954), mais sans obtenir l'autorisation de publier celles de Nelson Algren. Les deux amants étaient alors décédés depuis 11 et 16 ans.

## Œuvre

### Romans
- Somebody in Boots (1935) Publié en français sous le titre Un fils de l'Amérique, traduit par Thierry Marignac et Richard Crevier, Paris/Monaco, Éditions du Rocher, 1994  (ISBN 2-268-01692-7) ; réédition, Paris, 10/18, coll. « Domaine étranger » no 3171, 2000  (ISBN 2-264-02920-X)
- Never Come Morning (1942) Publié en français sous le titre Le matin se fait attendre, traduit par René Guyonnet, Paris, Gallimard, coll. « Du monde entier », 1950
- The Man with the Golden Arm (1949) - National Book Award 1950 Publié en français sous le titre L'Homme au bras d'or, traduit par Boris Vian, Paris, Gallimard, coll. « Du monde entier », 1956 ; réédition, Paris, Gallimard, coll. « Folio » no 1320, 1981
- A Walk on the Wild Side (1956) Publié en français sous le titre La Rue chaude, dédicacé à Simone de Beauvoir, traduit par Roger Giroux, Paris, Gallimard, coll. « Du monde entier », 1960 ; réédition, Paris, Gallimard, coll. « L'Étrangère », 1991  (ISBN 2-07-072265-1) ; rééd., Paris, Gallimard, coll. « L'Imaginaire », 432 pages, no 682, Mai 2016  (ISBN 9782070179923)
- The Devil's Stocking (1983), publication posthume Publié en français sous le titre La Chaussette du diable, traduit par Richard Matas, Paris, Éditions Souffles, 1989  (ISBN 2-87658-045-4) ; réédition dans une nouvelle traduction de Philippe Mikriammos sous le titre Tricoté comme le diable, Paris, Gallimard, coll. « La Noire », 2000  (ISBN 2-07-074735-2)

### Recueils de nouvelles
- The Neon Wilderness (1947) Publié en français sous le titre Le Désert du néon, traduit par Jean-Louis Muller et Maurice Rambaud, Paris, Gallimard, coll. « Du monde entier », 1969
- The Texas Stories of Nelson Algren (1995)
- The Last Carousel (1973)

#### Nouvelles
- So Help Me (1933)
- The Brothers’ House (1934)
- A Bottle of Milk for Mother (1941)
- He Swung and He Missed (1942) Publié en français sous le titre Du miel pour Rocco, Paris, Opta, Mystère magazine no 133, février 1959
- The Captain Has Bad Dreams (1947)
- The Face on the Barroom Floor (1947)
- How the Devil Came Down Division Street (1947)
- Depend on Aunt Elly (1947)
- The Heroes (1947)
- No Man’s Laughter (1956)
- All Through the Night (1957)
- Say a Prayer for the Guy (1958)
- Good-by to Old Rio (1958)
- How the Man with the Eighth-Inch-Long Record Was Saved by a Bessarabian Rye (1960)
- The Moon of the Arfy-Darfy (1964)
- A Ticket on Skoronski (1966)
- Decline and Fall of Dingdong-Daddyland (1969)
- Get All the Money (1970)
- The Last Carrousel (1972)

### Essais et autres publications
- Chicago: City on the Make (en) (1951) Publié en français sous le titre Chicago - Le Ciel et L'Enfer, traduction: Christophe Mercier, Paris, Éditions Bartillat, 2018  (ISBN 978-28-410064-7-2)
- Who Lost an American? (1963)
- Notes from a Sea Diary: Hemingway All the Way (1966)
- Nonconformity: Writing On Writing (1995), publication posthume
- Conversations with Nelson Algren (2001), publication posthume
- Entrapment and Other Writings (2009), publication posthume  Publié en français sous le titre Un meublé dans la pénombre, trad. fr. Jeannine Hayat, Paris, 13e note éditeur, 2010  (ISBN 978-84-938027-2-1) ; rééd. Les Belles Lettres, coll. Domaine étranger, Paris, 392 p., 2025  (ISBN 978-2251457123)

## Adaptations

### Au cinéma
- 1955 : L'Homme au bras d'or (The Man With the Golden Arm), film américain réalisé par Otto Preminger, d'après le roman éponyme, avec Frank Sinatra, Eleanor Parker et Kim Novak
- 1962 : La Rue chaude (Walk on the Wild Side), film américain réalisé par Edward Dmytryk, d'après le roman A Walk on the Wild Side, avec Laurence Harvey, Capucine et Jane Fonda

### À la télévision
- 1952 : So Help Me, épisode 45, saison 1, de la série télévisée américaine Schlitz Playhouse of Stars réalisé par Phil Brown, d'après la nouvelle éponyme, avec Walter Coy et Irene Dunne

## Sources
- Claude Mesplède, Dictionnaire des littératures policières, vol. 1 : A - I, Nantes, Joseph K, coll. « Temps noir », 2007, 1054 p. (ISBN 978-2-910-68644-4, OCLC 315873251), p. 56-58.